# Belle en het Beest (1991)
Belle en het Beest (Engels: Beauty and the Beast) is een Amerikaanse animatiefilm uit 1991 van Walt Disney Pictures. Het is de dertigste lange animatiefilm van Disney. 
De film is geregisseerd door Gary Trousdale en Kirk Wise. Het scenario kwam van Linda Woolverton, de muziek van Alan Menken en de liedteksten van Howard Ashman. Het script is in hoofdlijnen gebaseerd op dat uit het gelijknamige volksverhaal van Jeanne-Marie Leprince de Beaumont.

## Verhaal
Een jonge en mooie, maar zeer arrogante prins wordt vanwege zijn harteloosheid vervloekt nadat hij een tovenares die hem in de gedaante van een oude vrouw om onderdak vroeg de toegang tot zijn kasteel weigerde. De prins moet als een afzichtelijk beest verder leven. De vloek zal enkel kunnen worden verbroken als hij op iemand verliefd wordt en de liefde bovendien wederzijds is. Als niet aan al deze voorwaarden is voldaan vóór zijn 21ste verjaardag, de dag dat het laatste rozenblaadje van de magische roos van de tovenares valt, zal hij de rest van zijn leven als het Beest moeten leven. De vloek treft eveneens het voltallige personeel van de prins; zij veranderen in huishoudelijke voorwerpen, maar met behoud van al hun menselijke vermogens en eigenschappen, inclusief de spraak.
In een dorpje op het Franse platteland wonen Belle en haar vader, de uitvinder Maurice. Belle is het knapste meisje van het dorp en brengt haar tijd het liefst door met lezen. Beiden worden echter door de dorpelingen als zonderlingen gezien, Belle omdat ze zoveel leest en Maurice vanwege zijn rare uitvindingen. Gaston, de sterkste en knapste man van het dorp, heeft een oogje op Belle, maar zij ziet hem niet staan.
Maurice gaat met een uitvinding naar een beurs, maar verdwaalt onderweg. Per toeval belandt hij in het kasteel van het Beest. De betoverde dienaren heten hem hartelijk welkom, maar het Beest zelf moet niets weten van de indringer. Maurice wordt opgesloten in de toren. Omdat haar vader niet terugkeert, gaat Belle naar hem op zoek waarna ook zij in het kasteel belandt. Daar maakt ze met het Beest een deal: ze zal vrijwillig voor de rest van haar leven bij hem blijven als hij haar vader laat gaan. Het Beest gaat akkoord. 
Het Beest wordt er door zijn betoverde personeel op gewezen dat hij de vloek kan verbreken als het hem lukt om met Belle een liefdesband op te bouwen. Het Beest vraagt aan Belle of ze met hem wil dineren, maar Belle weigert hartgrondig. Belle krijgt meer vrijheid dan haar vader: zij mag in het hele kasteel komen behalve in de zijvleugel, waar de roos staat. Nieuwsgierig geworden komt Belle hier toch, waarop het Beest haar betrapt en het kasteel uit jaagt. Even later krijgt het Beest spijt en gaat haar achterna. Hij redt haar van een troep wolven en de twee keren terug naar het kasteel. 
Het Beest is gewond geraakt en Belle verzorgt hem. Hierdoor begint de band tussen de twee langzaamaan steeds hechter te worden, terwijl ze elkaar eerst haatten. Het Beest doet Belle zijn hele bibliotheek cadeau en zij is hiermee ontzettend blij. Het hoogtepunt van hun groeiende relatie is een romantisch avondje waarbij Belle en het Beest in de balzaal dansen op het lied 'Belle en het Beest'.
Ondertussen probeert Maurice de dorpelingen zover te krijgen dat ze hem helpen Belle te redden, maar niemand gelooft zijn verhaal. Maurices gedrag brengt Gaston op een onzalig idee om Belle te chanteren: hij sluit een deal met de eigenaar van het lokale gesticht om Maurice daar op te laten sluiten als Belle niet instemt om met Gaston te trouwen. Maurice gaat ten einde raad zelf weer naar het kasteel, maar zakt onderweg in elkaar door uitputting. Wanneer Belle via de toverspiegel van het Beest verneemt wat er met haar vader is gebeurd, laat het Beest haar gaan zodat ze hem naar huis kan brengen. Hij houdt nu zoveel van haar dat hij dit niet kan weigeren, ook al betekent het voor hemzelf dat alle hoop om de betovering nog op tijd te verbreken hiermee vervlogen is. Het Beest geeft Belle tevens zijn toverspiegel mee, zodat ze hem altijd kan zien. Barstje, het theekopje (eigenlijk een jongetje van een jaar of zes), reist mee als verstekeling. 
Belle vindt haar vader en de twee keren huiswaarts, waar Gaston en de dorpelingen hen opwachten. Om te bewijzen dat haar vader niet gek is, toont Belle het Beest aan de dorpelingen via de spiegel. Hierop praat Gaston de dorpelingen aan dat het Beest een gevaarlijk monster is dat zo snel mogelijk vernietigd moet worden. Belle en Maurice worden opgesloten terwijl Gaston en de dorpelingen naar het kasteel vertrekken. Barstje helpt de twee ontsnappen met behulp van Maurices eigen uitvinding. Op dat moment zijn de dorpelingen echter al bij het kasteel gearriveerd en ze beuken de poort in.
In het kasteel breekt een veldslag los tussen de dorpelingen en de betoverde kasteelbewoners, waarbij de dorpelingen uiteindelijk worden verjaagd. Gaston spoort het Beest op en gooit hem naar buiten op een kanteel. Aanvankelijk laat het Beest Gaston zijn gang gaan omdat zijn eigen leven toch al verloren is, maar wanneer het Beest ziet dat Belle is teruggekeerd vat hij nieuwe moed en vecht terug. Gaston doet alsof hij zich overgeeft, maar valt het Beest dan opnieuw aan en steekt hem neer. Met zijn laatste krachten slaat het Beest Gaston van de kasteelmuur af.
Belle bereikt het stervende Beest en bekent eindelijk dat ze van hem houdt, waarop de betovering net op tijd wordt verbroken. Het Beest verandert weer in de knappe prins van vroeger en geneest daarbij meteen ook van al zijn verwondingen. Ook het betoverde personeel verandert weer in echte mensen.

## Achtergrond

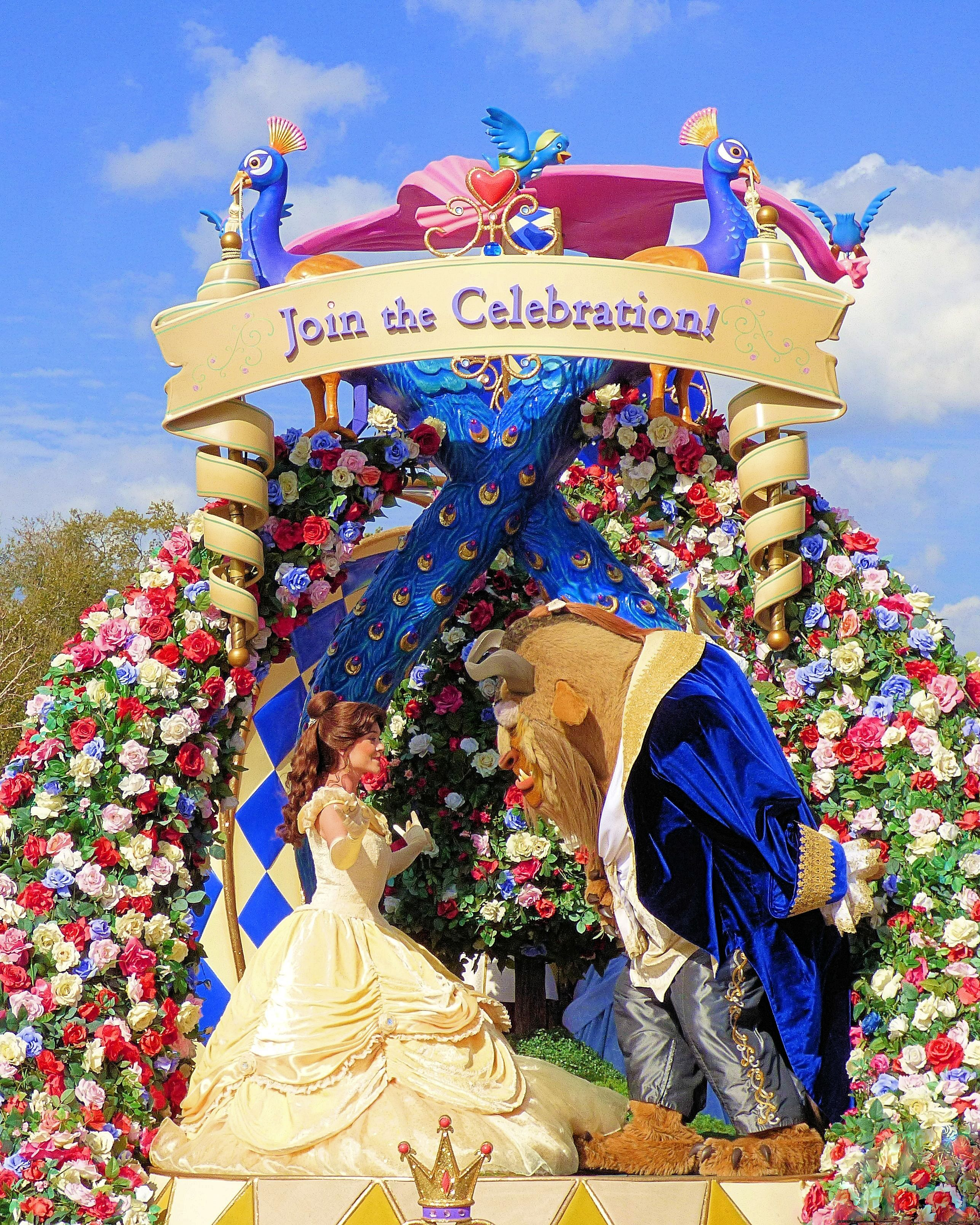
De hoofdpersonen, hier uitgebeeld in het Magic Kingdom (Walt Disney World Resort)

### Productie
Belle en het Beest was een van de sprookjes die door Walt Disney was uitgekozen voor een mogelijke verfilming na het succes van zijn allereerste lange film, Sneeuwwitje en de zeven dwergen. Pogingen om het verhaal in filmvorm te gieten waren reeds ondernomen in de jaren 30 en 40, maar werden uiteindelijk opgegeven omdat het met de destijds beschikbare middelen te lastig zou worden. Bovendien zou Disney volgens Peter Nichols ontmoedigd zijn om de film te maken nadat in 1946 Jean Cocteau reeds met een verfilming van dit verhaal kwam.
Na het succes van De kleine zeemeermin haalde The Walt Disney Company de plannen voor Belle en het Beest weer uit de kast. Het originele scenario dat reeds was geschreven werd verworpen, omdat dit verhaal niet aan zou slaan volgens de producers. Howard Ashman, Alan Menken, en Don Hahn werden nu op het project gezet. Hahn nodigde de regisseurs Kirk Wise en Gary Trousdale uit om de film te regisseren. Ashman en Menken werkten nauw samen met de schrijvers om een "Broadway-achtige" film te maken. Omdat in het originele verhaal maar twee belangrijke personages voorkwamen, werden er een hoop personages bijbedacht zoals het personeel van het beest en Gaston.
De openingsscène van de film, waarin de voorgeschiedenis wordt verteld waarin de prins wordt betoverd, bestaat uit tekeningen van glas-in-loodramen waarin het verhaal staat uitgebeeld, een procedé dat ongebruikelijk is in Disney-films. Dit werd gedaan om de traditionele sfeer van Disneyfilms gebaseerd op sprookjes te behouden zonder een boek te hoeven tekenen, wat in het verleden al zo vaak was gedaan.
In het eindscenario zijn enkele van de oorspronkelijke scènes weggelaten. Zo duurde Belles verblijf in de bibliotheek van het Beest aanvankelijk veel langer en zou ze in die scène nog meer nieuwe karakters (i.e. tot voorwerpen omgetoverde kasteelbewoners) hebben ontmoet.

### Stemmen
De keuze van de stemacteurs had soms flink wat voeten in de aarde. Met name voor de stem van Gaston was lastig iemand te vinden, maar volgens de producers stak acteur Richard White met kop en schouders boven de andere kandidaten uit.
Tijdens de eerste opnames van de stemmen waren producers dermate onder de indruk van Bradley Pierces rol als Barstje (Chip), dat ze besloten meer scènes met dit personage toe te voegen.
In de Chinese nasynchronisatie van Belle en het Beest doet Jackie Chan de stem van het beest.

#### Rolverdeling Engelstalige versie
| Acteur             | Personage        |
| ------------------ | ---------------- |
| Paige O'Hara       | Belle            |
| Robby Benson       | Beast            |
| Richard White      | Gaston           |
| Jerry Orbach       | Lumière          |
| David Ogden Stiers | Cogsworth        |
| Angela Lansbury    | Mrs. Potts       |
| Bradley Pierce     | Chip             |
| Rex Everhart       | Maurice          |
| Jesse Corti        | Lefou            |
| Jo Anne Worley     | Wardrobe         |
| Hal Smith          | Philippe         |
| Kimmy Robertson    | Fifi             |
| Tony Jay           | Monsieur D'Arque |
| David Ogden Stiers | Verteller        |

#### Rolverdeling Nederlandstalige versie
| Acteur                | Personage        |
| --------------------- | ---------------- |
| Joke de Kruijf        | Belle            |
| Rob Fruithof          | Beest            |
| Henk Poort            | Gaston           |
| Arnold Gelderman      | Lumière          |
| Luc Lutz              | Pendule          |
| Henny Orri            | Mevrouw Tuit     |
| Remy Ravensteijn      | Barstje          |
| Jan Wegter            | Maurice          |
| Johnny Kraaijkamp jr. | Lefou            |
| Trudy Libosan         | Kast             |
| Hal Smith             | Philippe         |
| Wynanda Zeevaarder    | Fifi             |
| Sacco van der Made    | Monsieur D'Arque |
| Gees Linnebank        | Verteller        |

## Muziek
Volgens Menken was het openingslied Belle het eerste lied dat hij en Ashman schreven voor de film. Het lied "Be Our Guest" was oorspronkelijk gepland voor de scène waarin Maurice het kasteel betreedt en verwelkomd wordt door het personeel. Bruce Woodside vond het nummer echter geschikter voor Belle, daar zij een van de centrale personages in het verhaal is. "Human Again" (Een Mens Weer Te Zijn), een nummer dat het uiteindelijk niet gered heeft tot de originele versie van de film, werd alsnog aan de film toegevoegd voor de speciale uitgave van 2002.
Alle nummers in de film waren de een van de laatste complete werken voor een film door Ashman, die ook de liedteksten had geschreven voor De Kleine Zeemeermin en nog een aantal voor Aladdin. Ashman stierf zes maanden voordat Beauty and the Beast uitkwam. Aan het eind van de film is een eerbetoon aan hem opgenomen.
Nederlandse soundtrack:
1. "Opening" - Gees Linnebank
2. "Belle" - Joke de Kruijf, Henk Poort, Johnny Kraaijkamp jr. & Koor
3. "Belle (Reprise)" - Joke de Kruijf
4. "Gaston" - Henk Poort, Johnny Kraaijkamp jr. & Koor
5. "Gaston (Reprise)" - Henk Poort, Johnny Kraaijkamp jr. & Koor
6. "Kom Erbij" - Arnold Gelderman, Henny Orri & Koor
7. "Er Is Iets" - Joke de Kruijf, Rob Fruithof, Arnold Gelderman, Henny Orri & Luc Lutz
8. "Het Wraaklied" Henk Poort, Johnny Kraaijkamp jr. & Koor
9. "Belle en het Beest" - Henny Orri
10. "Naar de Jaarmarkt" - Instrumentaal
11. "De Westelijke Vleugel" - Instrumentaal
12. "Het Beest Laat Belle Gaan" - Instrumentaal
13. "Gevecht op de Toren" - Instrumentaal
14. "Verandering" - Instrumentaal & Koor
15. "Beauty and the Beast" - Céline Dion & Peabo Bryson

("Een Mens Weer Te Zijn" is nooit uitgebracht op een Nederlandse soundtrack)
Originele Engelse soundtrack:
1. "Prologue" - David Ogden Stiers
2. "Belle" - Paige O'Hara, Richard White, Jesse Corti & Chorus
3. "Belle (Reprise)" - Paige O'Hara
4. "Gaston" - Richard White, Jesse Corti & Chorus
5. "Gaston (Reprise)" - Richard White, Jesse Corti & Chorus
6. "Be Our Guest" - Jerry Orbach, Angela Lansbury & Chorus
7. "Something There" - Paige O'Hara, Robby Benson, Jerry Orbach, Angela Lansbury & David Ogden Stiers
8. "Human Again" -Jerry Orbach, Angela Lansbury, David Ogden Stiers, Jo Anne Worley & Chorus
9. "The Mob Song"  Richard White, Jesse Corti & Chorus
10. "Beauty and the Beast" - Angela Lansbury
11. "To the Fair" - Instrumental
12. "West Wing" - Instrumental
13. "The Beast Lets Belle Go" - Instrumental
14. "Battle on the Tower" - Instrumental
15. "Transformation" - Instrumental & Chorus
16. "Beauty and the Beast" - Céline Dion & Peabo Bryson

## Release en (her)uitgaven
- Beauty and the Beast verscheen op 22 november 1991 in de Amerikaanse bioscopen. De Nederlandstalige versie verscheen een jaar later, op 26 november 1992, in de Nederlandse bioscopen.
- Nadat de film in de bioscoop had gedraaid, kwam hij in 1992 in de VS en in 1993 in Nederland uit op videoband. Deze was slechts tijdelijk verkrijgbaar.
- Op 16 oktober 2002 verscheen de film voor het eerst in Nederland op Disney DVD in een 2-disc speciale uitvoering. Voor deze versie werd een oorspronkelijk niet gebruikt lied, Human again (Een mens weer te zijn"), toegevoegd met nieuwe animatie. Dit lied werd ook gebruikt in de musicalversie. De twee vervolgen verschenen ook op DVD in een speciale uitvoering.
- Op 10 november 2010 kwam de film voor de eerste keer uit op blu-ray in high definition voor de Nederlandse markt. Een nieuwe 2-disc speciale uitvoering dvd verscheen eveneens. De twee vervolgen werden in nieuwe dvd-versies uitgebracht.
- In het najaar van 2011 werd de film op 3D Blu-ray uitgebracht. Deze uitgave bestond uit 1 disc.
- In januari 2012 kwam de film tijdelijk opnieuw in de Amerikaanse bioscopen, in de 3D versie die eerder op blu-ray was uitgebracht. Deze versie is niet in Europa in de bioscoop uitgebracht.
- In 2014 kwam de film in Nederland opnieuw uit op blu ray en dvd. Deze uitgaven waren bijna identiek aan die van 2010 maar bevatte alleen de eerste disc van die uitgaven.
- Voor het Amerikaanse publiek kwam er in 2016 een "Signature Edition" uit ter viering van het 25-jarig jubileum van de film. Deze uitvoering is niet in Europa verschenen.

## Ontvangst
De film werd al met al een groot succes en kreeg vanuit bijna alle richtingen positieve reacties. De film had anno 2015 een score van 93% van de critici en een score van 92% van het publiek op Rotten Tomatoes. Bij de originele uitgave in 1991 haalde Disneys Beauty and the Beast in de Verenigde Staten 145 miljoen dollar op, en wereldwijd 403 miljoen. Daarmee was het de op twee na succesvolste film van 1991, na Terminator 2: Judgment Day en Robin Hood: Prince of Thieves.

## Prijzen en nominaties

### Academy Awards
| Prijs                                           | Ontvanger                                              |
| ----------------------------------------------- | ------------------------------------------------------ |
| Gewonnen:                                       |                                                        |
| Beste originele muziek                          | Alan Menken                                            |
| Beste originele nummer ("Beauty and the Beast") | Alan Menken & Howard Ashman                            |
| Genomineerd:                                    |                                                        |
| Beste film                                      | Don Hahn                                               |
| Beste originele nummer ("Belle")                | Alan Menken & Howard Ashman                            |
| Beste originele nummer ("Be Our Guest")         | Alan Menken & Howard Ashman                            |
| Beste geluid                                    | Terry Porter, Mel Metcalfe, David J. Hudson & Doc Kane |

### Golden Globes
| Award                                              | Resultaat   |
| -------------------------------------------------- | ----------- |
| Best film - musical of komedie                     | Gewonnen    |
| Beste originale muziek                             | Gewonnen    |
| Beste originale lied (voor "Beauty and the Beast") | Gewonnen    |
| Beste originele lied (voor "Be Our Guest")         | Genomineerd |

### Grammy Awards
| Award                                                                                             | Resultaat   |
| ------------------------------------------------------------------------------------------------- | ----------- |
| Beste Album voor Children                                                                         | Gewonnen    |
| Best Pop Performance by a Group or Duo With Vocal (voor Beauty and the Beast)                     | Gewonnen    |
| Song of the Year (voor Beauty and the Beast)                                                      | Genomineerd |
| Best Instrumental Composition Written for a Motion Picture                                        | Gewonnen    |
| Best Song Written Specifically for a Motion Picture or for Television (voor Beauty and the Beast) | Gewonnen    |
| Beste lied (voor Beauty and the Beast)                                                            | Genomineerd |

### Overige prijzen
| Prijs                                                                                | Resultaat   |
| ------------------------------------------------------------------------------------ | ----------- |
| ASCAP Film and Television Music Awards: Most Performed Songs in a Motion Picture     | Gewonnen    |
| Academy of Science Fiction, Fantasy, and Horror Films: Best DVD Classic Film Release | Gewonnen    |
| Academy of Science Fiction, Fantasy, and Horror Films: Beste Muziek                  | Gewonnen    |
| Annie Awards: Beste Animatiefilm                                                     | Gewonnen    |
| BAFTA Awards: Beste Originele Filmmuziek                                             | Genomineerd |
| BAFTA Awards: Beste Special Effects                                                  | Genomineerd |
| BMI Film and TV Awards: BMI Film Music Award                                         | Gewonnen    |
| DVD Exclusive Awards: Best Overall New Extra Features, Library Release               | Gewonnen    |
| DVD Exclusive Awards: Best Menu Design                                               | Genomineerd |
| Hugo Awards: Best Dramatic Presentation                                              | Genomineerd |
| Kansas City Film Critics Circle Awards: Best Animated Feature                        | Gewonnen    |
| Los Angeles Film Critics Association Awards: Best Animation                          | Gewonnen    |
| Motion Picture Sound Editors: Best Sound Editing, Animated Feature                   | Gewonnen    |
| National Board of Review: Special Award for Animation                                | Gewonnen    |
| Satellite Awards: Best Youth dvd                                                     | Genomineerd |
| Young Artist Awards: Outstanding Family Entertainment of the Year                    | Gewonnen    |

## Vervolgen, Musical & Live Action remake
- De film kreeg twee sequels in de vorm van direct-naar-videofilms: Belle en het Beest: Een Betoverd Kerstfeest  in 1997 en Belle en het Beest: Belle's Wonderlijke Verhalen in 1998. Deze twee vervolgen kregen later ook DVD uitgaves.
- Het succes van de film leidde tot een Broadway musical in 1994. Deze musical was in Nederland te zien tussen 2005-2007 en in 2015-2016.
- In maart 2017 werd er, eveneens door Disney, een live-actionremake uitgebracht van de film. Deze film bevatte bestaande en nieuwe liedjes.

## Overige bewerkingen
Het verhaal kent naast de bekende Disney-verfilming nog een aantal andere bewerkingen:  
- In 1946 was de verfilming van Cocteau uitgekomen.
- In 1987 werd er een eerste Amerikaanse tv-serie gemaakt.
- In 2012 volgde een tweede, eveneens Amerikaanse tv-serie.[6]

## Trivia
- Beauty and the Beast was de eerste animatiefilm in de geschiedenis die genomineerd was voor een Oscar voor beste film.
- De naam van de prins / het beest is niet officieel bekend. Hij wordt in de films en de musical steevast aangesproken met ‘Beest’. In het videospel The D Game uit 1998 is zijn echte naam prins Adam.
- In de proloog van de film heeft Alan Menken een melodie gebruikt die geïnspireerd is op een fragment uit Le Carnaval des Animaux van de Franse componist C. Saint-Saëns: Aquarium.[7]
- In de proloog van de film staat op een glas-in-loodraam de Latijnse spreuk “vincit qui se vincit” (wie zichzelf overwint, overwint) te lezen.
- Belle is als enige in haar dorp in het blauw gekleed. Dit is bewust gedaan om aan te geven dat zij zich anders dan de rest van het dorp voelt.
- De uithangborden van de winkels in het dorp hebben allemaal Franse namen (boucherie, boulangerie, chapeau, l’argent, la vogue, la puissance, le + jambon, plantes et fleurs, café), behalve de boekwinkel, daar luidt de tekst op het uithangbord ‘bookseller’.
- Belle's lievelingsboek vertoont veel overeenkomsten met wat haarzelf later in de film overkomt.
- De wals van Belle en het Beest in de beroemde balzaal scène is dezelfde als die van Aurora en prins Phillip in de Disneyklassieker Doornroosje,  Ook het hert en de vogels aan het begin van de film zijn gekopieerd uit een eerdere Disneyklassieker, Bambi.
- Tijdens deze balzaalscène werd voor het eerst in een animatiefilm een crane shot toegepast.
- Wanneer Gaston van de toren valt, verschijnt er op één frame een doodshoofd in zijn ogen.
- De film bevat enkele verwijzingen naar The Sound of Music (zoals in een scène met Belle op een heuveltop) en naar andere Disneyfilms.[8]
- Tijdens de film komen ook heel wat van Maurices niet nader genoemde uitvindingen in beeld, zoals zijn eeuwig draaiende waterrad.